# Ruido acústico
El ruido acústico es aquel ruido (entendido como sonido molesto) producido por la mezcla de ondas sonoras de distintas frecuencias y amplitudes que puede interferir en la recepción de un sonido. La mezcla se produce a diferentes niveles ya que se conjugan tanto las frecuencias fundamentales como los armónicos que las acompañan. La representación gráfica de este ruido es la de una onda sin forma (la sinusoide ha desaparecido).

## Clasificación del ruido
Se pueden hacer dos clasificaciones diferentes de ruido acústico, las mismas se podrían hacer con cualquier otro ruido:
1. En función de la intensidad en conjunción con el periodo.
2. En función de la frecuencia.

### Tipos de Ruidos según la intensidad y el periodo

#### Ruido fluctuante
El ruido fluctuante es aquel ruido cuya intensidad fluctúa (varia) a lo largo del tiempo. Las fluctuaciones pueden ser periódicas o aleatorias.

#### Ruido impulsivo
El ruido impulsivo es aquel ruido cuya intensidad aumenta bruscamente durante un impulso. La duración de este impulso es breve, en comparación con el tiempo q
ue transcurre entre un impulso y otro. Suele ser bastante más molesto que el ruido continuo.

### Tipos de ruidos según frecuencia
Existen fuentes de ruido artificiales o generadores de ruido que emiten ruido blanco o rosa. Estos generadores de ruido son utilizados en acústica para realizar ciertas mediciones como aislamiento acústico, insonorización, reverberación, etc. 

#### Ruido blanco

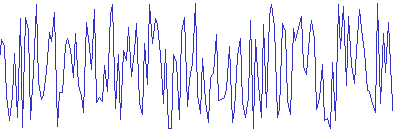
Ejemplo de forma de onda de un ruido blanco.

El ruido blanco, denominado así por asociación con la luz blanca, se caracteriza por su distribución uniforme en el espectro audible (20 Hz a de 20 kHz). Es decir, es un ruido cuya respuesta en frecuencia es plana, lo que significa que su intensidad (amplitud de sonido) es constante para todas las frecuencias ff.

#### Ruido rosa o rosado
La respuesta en frecuencia del ruido rosa no es plana, su intensidad decae 3 decibelios por octava.
El ruido rosa que emiten los generadores de ruido se utiliza con filtros de 1/3 de banda de octava para medir la acústica de salas. Se elige 1/3 de octava para el filtro porque es a partir de ahí cuando el oído es capaz de detectar irregularidades en la respuesta en frecuencia).

#### Ruido marrón
No es un ruido muy común pero existente en la naturaleza.
El ruido marrón compuesto principalmente por ondas graves y medias.